# Tầng Lochkov
| Hệ/ Kỷ                                | Thống/ Thế   | Bậc/ Kỳ                          | Tuổi (Ma) | Tuổi (Ma) |
| ------------------------------------- | ------------ | -------------------------------- | --------- | --------- |
| Than Đá                               | Mississippi  | Tournai                          | trẻ hơn   | trẻ hơn   |
| Devon                                 | Thượng/ Muộn | Famenne                          | 358.9     | 372.2     |
| Devon                                 | Thượng/ Muộn | Frasne                           | 372.2     | 382.7     |
| Devon                                 | Giữa         | Givet                            | 382.7     | 387.7     |
| Devon                                 | Giữa         | Eifel                            | 387.7     | 393.3     |
| Devon                                 | Hạ/ Sớm      | Ems                              | 393.3     | 407.6     |
| Devon                                 | Hạ/ Sớm      | Praha                            | 407.6     | 410.8     |
| Devon                                 | Hạ/ Sớm      | Lochkov                          | 410.8     | 419.2     |
| Silur                                 | Pridoli      | không xác định tầng động vật nào | già hơn   | già hơn   |
| Phân chia kỷ Devon theo ICS năm 2017. |              |                                  |           |           |

Tầng Lochkov là một trong ba tầng động vật thuộc thế Tiền Devon. Nó kéo dài từ khoảng 416 ± 2,8 triệu năm trước (Ma) tới 411,2 ± 2,8 Ma. Nó là tầng đánh dấu sự xuất hiện của kỷ Devon, sau khi kết thúc thế Přídolí của kỷ Silur và tiếp theo nó là tầng Praha. Nó được đặt tên theo quận Lochkov ở tây nam Praha (Cộng hòa Séc). Tầng này bắt đầu khi có sự xuất hiện lần đầu tiên của động vật bút thạch (lớp Graptolithina) với danh pháp Monograptus uniformis và kết thúc khi có sự xuất hiện lần đầu tiên của động vật răng nón với danh pháp Eognathodus sulcatus
Tại Bắc Mỹ, tầng Lochkov được thay thế bằng Gedinnian hay Helderbergian.